# Edoardo Novelli
Edoardo Novelli (Torino, 15 novembre 1960) è un sociologo e giornalista italiano.

## Biografia
Figlio di Diego Novelli, è Professore Ordinario dei Processi Culturali e Comunicativi presso l'Università degli Studi Roma Tre, dove insegna Comunicazione Politica, Sociologia dei Media e Sistemi dell'Informazione e del Giornalismo. I suoi campi di studio riguardano l’interazione fra media, comunicazione e sistema 
politico, la storia dell’iconografia e delle campagne elettorali, la visual politics e la trasformazione della 
scena pubblica e dei suoi attori. Su questi temi ha partecipato a progetti di ricerca nazionali (Prin); vinto e coordinato progetti di ricerca internazionali finanziati su base competitiva da istituzioni europee (Jean Monnet, Parlamento Europeo); pubblicato monografie; scritto articoli in riviste nazionali ed internazionali e quotidiani (La Stampa, Il Venerdì, Domani); firmato programmi televisivi; curato mostre per soggetti pubblici e istituzionali.
Laureato in lettere moderne all'Università di Torino con una tesi sulle strategie comunicative nei volantini di rivendicazione delle Brigate Rosse. Ha frequentato a Milano la prima edizione del Master in Comunicazione d'Impresa promosso da Publitalia 80, discutendo un lavoro sulla TV verità e l'infotaiment. Ha quindi lavorato per istituti di ricerca, case editrici (Nuova Eri, Editori Riuniti) e emittenti televisive (Rai3, Retequattro) attraversando la prima stagione del programma Blob. È giornalista professionista.
È il responsabile dell’Archivio degli Spot Politici, www.archisvispotpolitici.it., principale archivio on line italiano dei video politico-elettorali prodotti in Italia dagli anni ’70 ad oggi; è principal investigator del network internazionale di ricerca European Election Monitoring Center (www.electionmonitoringcenter.eu) finanziato dalle istituzioni europee (EPP-1-2020-1IT-EPPJMO-NETWORK), all'interno del quale si sta realizzando l'archivio online delle elezioni europee. 
Dal 2009 è membro del consiglio editoriale della rivista quadrimestrale Comunicazione politica edita da Il Mulino.

## Opere
Principali pubblicazioni
- E. Novelli, G. Turi, Divorzio. Storia e immagini del referendum che cambiò l'Italia, Roma, Carocci 2024
- E. Novelli, (Ed), Il ritorno della Nazione, linguaggi e culture politiche in Europa e nelle Americhe, Roma, Carocci 2023

- E. Novelli, B.Johansson, D. Wring, (Eds), The 2019 European Electoral Campaign in time of populism and social media, London, Palgrave Macmillan 2022. ISBN 978-3-030-98992-7
- I Manifesti Politici. Storie e immagini dell’Italia repubblicana, Roma, Carocci 2022. ISBN 978-88-290-1153-7
- D. Lilleker, I. Coman, M. Gregor, E. Novelli, (Eds.) Political communication and Covid-19. Governance and rhetoric in times of crisis, Routledge 2021. ISBS 978-0-367-63679-1
- 2019 European Elections Campaign: images. topics, media in the 28 member states, (Eds), POMU DG Comm European Parliament, Brussels 2018, ISBN 978-92-846-4984-6. https://op.europa.eu/en/publication-detail/-/publication/e6767a95-a386-11e9-9d01-01aa75ed71a1/language-en
- E. Novelli La società nelle urne.     Strategie comunicative, attori e risultati delle elezioni politiche,     (Eds), Franco Angeli, Milano 2018, ISBN 978-88-917-8150-5.
- E. Novelli, Le campagne elettorali in  Italia. Protagonisti, strumenti, teorie. Roma, Laterza, 2018, ISBN 978-88-581-2810-7.
- E. Novelli, La democrazia del talk-show. Storia di un genere che ha cambiato la televisione, la politica, l'Italia, Roma, Carocci Editore,     2016, ISBN 978-88430-8085-4.
- E. Novelli, S. Nespolesi, Cari elettori, care  elettrici: le immagini della prima Repubblica nelle tribune della Rai, curatela con Stefano     Nespolesi, Roma, Rai Eri, 2015, ISBN 978-88-397-1662-0.
- Lezioni di propaganda. La  voce dei protagonisti da Aristotele a Malcom X, Segrate, Mondadori,     2010, ISBN 978-88-00-74023-4.
- Le elezioni del Quarantotto. Storia, strategie e immagini della prima campagna elettorale repubblicana, Roma, Donzelli Editore,     2008, ISBN 978-88-6036-243-8.
- La turbopolitica. Sessant'anni di comunicazione politica e di scena pubblica in Italia:     1945-2005,     Milano, Rizzoli,     2006, ISBN 978-88-17-00948-5.[1]
- C'era una volta il PCI. Autobiografia di un partito attraverso le immagini della sua propaganda, Roma, Editori Riuniti,     2000, ISBN 88-359-4926-2.
- Dalla Tv di partito al  partito della Tv. Televisione e politica in Italia: 1960-1995, Firenze, La Nuova Italia,     1995, ISBN 88-221-1666-6.

Mostre
Dal 12-03-2015 al 30-07-2015, Consulente scientifico per la Direzione Teche della Rai per la realizzazione della mostra "Care elettori, care elettrici. Le immagini della prima repubblica nelle Tribune della Rai" con il patrocinio della Camera dei Deputati.  Sala della Regina di Palazzo Montecitorio 23 settembre - 8 ottobre 2015. 
Dal 15-05-2009 al 20-11-2011 consulente scientifico per il Comitato Italia 150 per la ricerca preparatoria e quindi per la realizzazione della mostra "Fare gli Italiani: 150 anni di storia nazionale" realizzata sotto l'Alto Patrocinio del Presidente della Repubblica in occasione del 150 dell'Unità d'Italia. Officine Grandi Riparazioni di Torino, 17 marzo - 20 novembre 2011. 
Programmi televisivi
2007 Mi Consenta. L’evoluzione del nuovo leader televisivo. La Grande Storia in Prima Serata.  Rai Tre,  Durata 114’, regia di Emilia Bianchi.
2001 Le voci della politica: l’evoluzione della comunicazione politica in Italia, Rai Educational-Rai Uno, Dieci puntate, Regia di Azio Cascavilla.
1993, con Roberto Torelli, Tribuni: storia delle Tribune politiche. Rai Tre, Quattro puntate. 
1992-4 Programmista regista per i programmi Blob e Schegge,  Rai Tre. 